# ブレン・テン
ブレン・テン（Bren Ten）は、1984年からアメリカのドーナウス&ディクソン社（Dornaus and Dixon company）によって販売された自動拳銃である。ブレン・テンの「テン」は10mmの口径を指している。
ブレン・テンはまず仕様ありきで作られた銃であり、その理想的なスペックとは裏腹に、販売会社であるドーナウス&ディクソン社（D&D社）が生産中止を決める1986年までのわずか2年間しか販売されず、生産数も約1,500丁でしかない。

## 開発
当時コンバット・シューティング（実戦的射撃術）の第一人者であったジェフ・クーパーがチェコスロバキアの自動拳銃Cz75を理想的な自動拳銃として紹介したことから始まる。
Cz75は高い評価を得ていたものの、当時は冷戦の真っただ中であり、これを入手するのは困難であった。そこで、ドーナウスとディクソンという人物がアメリカ版Cz75を作って販売しようと考えたのである。
そのために彼らは1979年D&D社を設立。ジェフ・クーパーも開発に参加。使用弾に10mmオート弾を採用し、完成したのがブレン・テンである。
ブレン・テンの名称はかつてチェコスロバキアと英国が共同開発したブレン軽機関銃にちなんだもので、チェコスロバキア製のCz75をベースとしたことに由来する。

## 特徴
まず、10mmオートという弾薬が生まれた背景として、80年代初期にアメリカの都市圏では小銃等、強力な武装を所持した犯罪者が増加し、警察官が携帯していた.38スペシャル弾の6連発リボルバーでは戦力不足であると考えられた。当時9mmパラベラム弾使用（かつ弾倉がダブルカラム式）の拳銃が流行り始めていたが、この弾薬の威力不足という噂や偏見によって使うことを嫌われていた。いっぽうM1911等の.45ACP弾使用の拳銃は威力はあっても装弾数は7連発だった。そのため十分な威力を持ちつつ警察官携行用にも適した製品の一つとしてこの弾薬が考えられた。これは9mmパラベラムよりも強力で.45ACPより貫通力に優れ、.357マグナムに匹敵するマンストッピングパワーを持つとされ、理想的な弾薬と思われた。
目標とした能力を達成するため弾頭重量を200 gr (13 g)、銃口初速を1,200 ft/s (370 m/s)とされ、その際の初活力（エネルギー)は640 ft⋅lbf (870 J)となった。9mmパラベラムで初活力336 ft⋅lbf (456 J)、.45ACPで370 ft⋅lbf (500 J)前後で、初活力=威力とは言えないもののいかに強力かが分かる。口径は9mmより重く.45ACPより軽い弾頭とするため10mmと決まった。
ジェフ・クーパーも10mmオート弾の宣伝に一役買い、「9mmパラベラムには一発必倒の威力は無い、.45ACPはショート・レンジ(近距離)でのマンストッピングパワーはあるが、貫通力は9mmパラベラム以下で、10mmオートこそオールマイティー」と言うのが宣伝文句だった。
ところが、10mmオート弾が目標の性能を達成するためには装薬量が必要で全長25mmという長いケース(薬莢)を採用したことが銃の設計を難しくした。10mmオート弾のパワーは大きく、頑丈な銃が必要だった。これが後に10mmオート弾のケース長を約4mm短縮し、弱装弾とした.40S&W弾が誕生するきっかけとなる。
銃本体は、ジェフ・クーパーが開発に参加しており、チェコスロバキアの傑作自動拳銃Cz75をベースに作られている。フレーム側がスライドを挟む構造や、トリガーのメカはそのままコピーされた。Cz75の安全装置はコック&ロックのマニュアル・セフティのみだったが、ブレン・テンではスライドにマニュアルのクロス・ボルト式ファイアリング・ピン・ロックが加えられ、装填時において安全にハンマーダウンできることと携帯時の安全性を確保した。だが、安全装置のクロス・ボルト式は押しボタンのような構造なうえ、スライド後端の溝の部分の中央にそれが配置されているため、スライドを引くときに意図せずにロックする可能性があったことから、全体としての操作性は疑問視された。このセフティは暴発事故の際の訴訟を恐れて装備されたという。トリガーはダブルアクションだが、デコッキング機能やAFRB（オートマチック・ファイアリング・ピン・ブロック）は備えていない。フレームに装備されたコック&ロックのマニュアル・セフティは片側のみだが、左右入れ替えが可能、セフティ・レバーはCz75より大きく、この点の操作性はCz75より良い。銃身内のライフリングはエッジの丸い独特の物を採用している、メーカーではこれを『パワー・シール・ライフリング』と呼称した。右グリップにはマガジンキャッチセレクター・カムという部品があり、これをオンとしたときリリースされた空マガジンの落下を防止する。リコイルスプリングガイドには分解用のスクリュードライバーが備わる。Cz75の弱点だった貧弱なサイトは実用的な物になっている。
スライド部は従来通りのスチール製だがフレームをステンレスとし、汗に強く錆び難くしている。当時は銃のステンレス化が流行していたが、ステンレス同士の摩擦は「かじり」という現象を起こし、作動不良の原因となったため、スライドはスチールとされた、そのためスタンダードモデルのスライドはいわゆるガンブルー仕上げであり、銀色のフレームとでツートンカラーになっている。
フレーム左側面の鳥のマークはワタリガラスで、ジェフ・クーパーが経営する射撃訓練施設『ガンサイト(Gunsite)』のトレードマーク『ガンサイト・レイヴン(Gunsite Raven)』である。

## 発売時の経緯
D&D社がブレン・テンのプロトタイプを発表したのは1980年頃の事だったが、本格的な市販までには5年という時間を要し、ようやく1984年に発売された。だが、販売は当初から躓く。まず、イタリアのMec-gar社に外注したマガジンの生産が遅れ、その急場を凌ぐべく、予約購入したユーザーにマガジンの無い銃を発送し、追加でマガジンを送ることとした。そして、約1年後にマガジンの発送を開始したものの、発送されたマガジンは熱処理に問題がある不良品だった。D&D社はMec-gar社に抗議し、再度マガジンを発送させるが、今度は寸法が銃に合っておらず作動不良の原因になった (ただし、寸法をミスしたのはフレーム側だったという)、D&D社はマガジンをひとつひとつ改造して対応したが、その後寸法の合ったマガジンが製造された。ユーザーの中には直接D&D社に乗り込んでマガジンを入手したり、「訴訟を起こす」と訴えてマガジンを入手する者までいた。
さらに当時は使用される10mmオート弾薬を製造するメーカーがスウェーデンのノルマ社のみで、種類も165grFMCと200grFMCの2種類しかなく、入手が難しいという問題を起こした。また、20発入り1箱が13~14ドルという値段は.45ACP弾や9mmパラベラム弾に比べ高価でこれも販売の足を引っ張った。なかには「マガジンの無い撃てない銃の弾なんて仕入れても売れない」と言う者もいるほどで、状況は好転しなかった。ノルマ社の製造するこれらの弾薬は当初銃口初速が公称1,200~1,400ft/sと謳われていたが実際には1,140ft/s程度で宣伝文句ほどのパワーは無くユーザーを失望させたが、それでも初活力は576ft.lbsを発揮し.357マグナムの509~669ft.lbsに匹敵した。
他にも、ブレン・テンは発売から暫く後に射撃時の衝撃でフレームがひび割れる事例が発生し、銃本体の強度不足が指摘される事態となった。
発売と同時にブレン・テンはTVドラマ『マイアミ・バイス』に登場するが、これはこの番組の射撃インストラクターを務めたIPSC競技シューターのジム・ズビアナ(Jim Zubiena)の薦めによるという。番組で使用されたブレン・テンは入手が容易な.45ACP弾の空砲が使用できるようにされ、夜間のシーンで見栄えがするようスライドがクローム・メッキされるなど加工されたものである。2丁が用意され、シリアルナンバー#83SMXPCM1と#83SMXPCM2は撮影用の銃のみに用いられたパターンのナンバーだった。この2丁の銃のうち#83SMXPCM1は撮影終了後マイアミのレストラン「プラネット・ハリウッド・マイアミ支店」に展示されていたが、その後ラスベガス店に移動され展示された。

## 評価
1985年当時ブレン・テンをテストした月刊Gun誌のターク・タカノはブレン・テンを「マスターピース(Masterpiece)」つまり傑作と評価したが、同じ月刊Gun誌のレポーターでもジャック・タクボはそのような高い評価をしていない。このような違いの理由はターク・タカノが借り物の銃で100発程度の試射テストだったのに対し、ジャック・タクボは自らブレン・テンを購入していたことが原因の一つである。
ジャック・タクボはブレン・テン発売時のトラブルの当事者あるいは被害者の一人となった。ジャック・タクボがブレン・テンをオーダーしてから受け取るまで5年かかり、マガジンを入手したのはさらに1年後、直接ロサンゼルス郊外にあるD&D社のハンティントン・ビーチ工場へ出向き、交渉の末のことだった。しかし入手したマガジンは不調で装弾数の10発をトラブルなく打ち終えることができなかった。100発ほど撃つとリア・サイトが緩み、狙いが狂うようになり、300発を撃つころにはフレームに亀裂が生じ、マニュアル・セフティが緩むという事態となったが、幸い使用が不可になるような深刻な破損ではなかった。
ジャック・タクボはブレン・テンに「(本物の銃を知らない)オモチャ屋さんがつくったような物」と厳しい評価を下していた。特に軽くなめらかなトリガープルを実現するために柔らかいハンマースプリングを採用したことで、プレッシャーの高いリロード弾の硬いマグナム用プライマーでは不発となるなど単純な発想の安易な設計からくる詰めの甘さに不満をもらした。しかしその後（1990年7月号の）テストで好結果を出すと「名銃のひとつと言えるかもしれない」と述べている。
両氏の評価に共通しているのは人間工学的に優れたデザインで、ターク・タカノはベースとなったCz75より優れていると述べている。
実際の性能だがデザインの良さからくる撃ちやすさにより実戦形式のテストでの命中率は高い。集弾性能はあまりデータが無いが、25mの距離における5発×5グループの最小が51mm平均が72.8mmだった。9mmパラベラム口径のダブルアクション自動拳銃であるSIG P226の同距離における5発×3グループの良い結果の一つでは最小49mm平均59mmで悪い結果では最小95mm平均140mmであり、全く同じ条件のテストではないものの同等の性能と言える。米国における実戦用拳銃の必要性能が25mの距離で5発グループが200mm程度とされているが、この性能はクリアしている。

## その後
これだけ理想的なスペックを詰め込み、FBIが10mmオート弾を制式採用したにもかかわらず、セールスは伸び悩んだ。アメリカでは映画やドラマ等のメディアに登場して活躍した銃が人気を博す傾向があったが、ブレン・テンは人気テレビシリーズ『マイアミ・バイス』の主人公の使う銃として活躍した後もセールスが向上しなかった。結果、1986年D&D社は倒産する。
ブレン・テン発案者のひとりであるジェフ・クーパーは1993年頃のインタビューで「10mmオート弾とブレン・テンには使い道がなかった」と結論している。ジェフ・クーパーいわく10mmオート弾のメリットはロング・レンジ(遠距離)にしかなく、近距離で起こるセルフ・ディフェンスには無用だった。また、10mmオート弾のメリットとしてローレベルの防弾チョッキ(クラスI~クラスIIA)を貫通できると発言した際、「ジェフ・クーパーは防弾チョッキを着けた警官を殺そうとしている」と批判されたことで非常に不愉快な思いをしたことを明かしている。ジェフ・クーパーによると10mmオート弾の発案者はウィット・コリンズ(Whit Collins)なる人物で、D&D社は工場の建設と銃の発売だけで資金を使い果たしたという。
2013年現在でも10mmオート弾にはハンティング用としての需要がある、ロング・レンジの性能を評価された形だが、同程度の威力の.357マグナム弾のほうが銃も弾も種類が豊富で融通が利くため主流とはなりえていない。

## バリエーション
スタンダード・モデル
ツートンカラーの5インチ銃身仕様、マガジンの装弾数は公称10発だが11発入るとも言われる
ミリタリーポリス・モデル
フレームをブラック・オキサイド処理した黒一色の仕様
マークスマン・スペシャル・マッチ・モデル
.45ACP仕様、公称装弾数8発らしいがマガジンには7発しか入らないという、シカゴの『The Marksman』という店の特注、スライドの『BREN TEN』の刻印とフレームの鳥のマークが無い、250丁限定
デュアル・マスター・プレゼンテーション・モデル
エングレービングの入った10mmの銃1丁と.45ACPのスライドアセンブリーのセット、50丁限定
ジェフ・クーパー・イニシャル・イシュー・コメモラティブ・モデル
ジェフ・クーパーの名前のゴールド・インレイがスライドに入った仕様、2.000丁限定の予定が13丁製造で終了
アメリカン・ピストル・インスティチュート・ブレンテン
10mmの銃1丁と.45ACPのスライドアセンブリーのセット、『アメリカン・ピストル・インスティチュート(American Pistol Institute)』すなわち『ガンサイト』仕様モデルらしいが詳細不明
スペシャル・フォーセズ・ライト
4インチ銃身のスライドにクロームメッキを施し銀色一色とした仕様、リコイルスプリング・ガイドがフル・レングスになっている
スペシャル・フォーセズ・ダーク
4インチ銃身やリコイルスプリング・ガイドは“ライト”と同じだが“ライト”と逆にフレームをブラック・オキサイド仕上げとした黒一色の仕様
XM-9ブレン
米軍のXM-9トライアル用試作モデル、4インチ銃身9mmパラベラム口径、装弾数14発だという、米軍制式の座をベレッタM92等と争ったが不採用
ポケット・モデル
4インチ銃身、薄いフレームを採用し装弾数8発、3丁の試作のみ
※この節の出典は全て月刊Gun誌2006年6月号p15

## 登場作品

### 映画・テレビドラマ
『CSI:科学捜査班』
第10シーズンの「死ねないロボット」に登場、ガンショップのガラスケースに飾られている。
『特捜刑事マイアミ・バイス』
主人公ジェームズ・“ソニー”・クロケットが使用。(シーズン1～シーズン2)。

### 漫画・アニメ
『アメリカなんて大きらい!』 高梨みどり作
アメリカで911テロを境に行方不明になった写真家の恋人の残した写真をたどり、主人公の女性がアメリカを旅する漫画の1エピソードで、一丁のブレンテンの写真にまつわる話を軸に、銃器を憎みつつ必要とせずにいられない銃社会アメリカの現状を描いている。ここではブレンテンはスライド後端のセーフティボタンが欠点だと指摘されている。スライド後端のリヴィング(溝)部分の中央に、ファイアリングピンをロックするボタンがあるため、スライドを引くときに意図せずにロックしてしまい発射不可能に陥る。（＝発射しようとしてスライドを引いたのに発射できないというもの）
『ゼロイン』
主人公爲妹みくるが使用。本作の作者であるいのうえ空自身が、マイアミ・バイスの影響でこれを持たせたとインタビューで語っている。
『霊能探偵ルナ&サイコ』
主人公チームの一人、鬼龍院ルナの愛銃。マガジン構造に難点があるものを改造して使用していると設定されている。

## 日本製玩具
日本の遊戯銃メーカーはブレン・テンの玩具を発売したことがある。
1986年初頭にファルコン・トーイがガスガンの発売を告知したが、実際に発売されたのは1987年の暮れのことだった。この玩具は当時としてはまだ珍しかったガスブローバックだったが、当時はガスガンのメカそのものが黎明期といってよく、構造は幼稚といって差し支えないものだった上に、外観も「おもちゃ」然としたもので、実銃の模型という要素を重視する日本のユーザーの評価は低かった。価格はスタンダードが5,400円、カスタムが6,000円だった。
2002年にマルシン工業が突如スライド固定式のガスガンを発売した。商品名は「ブレンテンMAXI」。この商品はマルシン独自の8ミリBB弾を採用し、マルシンが「可変スーパーソニックバレル」と呼ぶ調整式HOP機能を搭載していた。この玩具は全長214㎜と実物よりつくりが小さいが、比較的実物に忠実な外観を備え、バリエーションとしてシルバーモデル (12,800円) 、ブラックモデル (9,800円) 、ブラックヘビーウエイトモデル (12,800円) が発売された。
2008年5月にマルシンは独自の新製品発表会でガスブローバックモデルの発売を告知したが、この計画は頓挫し、発売は中止となった。